# خورجژ
خورجژ (به لهستانی:  Hordzież) یک روستا در لهستان است که در گمینا سروکوملا واقع شده‌است.